# Filosofía feminista
La Filosofía feminista nace en el siglo XVII y cursa con las innovaciones conceptuales y terminológicas de la filosofía barroca. Se interroga sobre la peculiar situación de las mujeres, no tan sólo dentro del conjunto social, sino y sobre todo en el cómo han sido pensadas y como su sexo conceptualizado. Es una corriente fuerte de la Modernidad que utiliza los métodos contemporáneos del pensamiento filosófico para elaborar las explicaciones causales y funcionales de la subordinación femenina. Son muchos los temas y causas vinculadas con el pensamiento feminista: se investigan las religiosas, sociales, políticas, psicológicas, culturales, etológicas, biógicas, etc. Hay que distinguir entre feminismo filosófico y otros dos discursos: la filosofía canónica y sus apreciaciones sobre el sexo femenino y la filosofía, de cualquier índole, realizada por mujeres. 

## Historia de la filosofía feminista

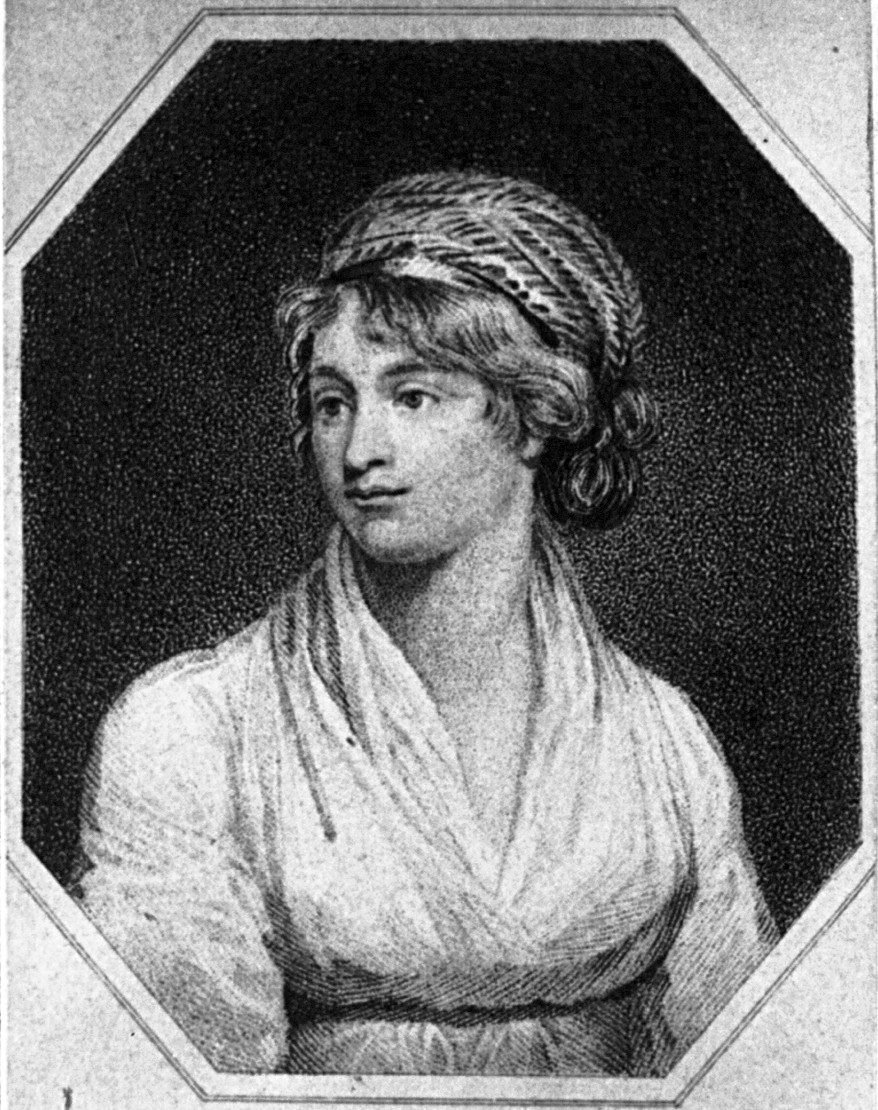
Mary Wollstonecraft, una de las precursoras

Se puede argumentar que la historia del pensamiento filosófico realizado por mujeres o que verse sobre la mujer en general comienza en la Antigüedad clásica. Así lo hace M.E. Waithe en A History of Women Philosophers. En la historia de la filosofía ha llegado a suponerse que el pensamiento realizado por filósofas ha sido obliterado por la sistemática y canónica discriminación hacia la mujer en el mundo del pensamiento. Ya en el período barroco y mucho más en la Ilustración, se hacen visibles tanto la tópica feminista como las nuevas autoras. Esta línea de pensamiento ha sabido vincular los conceptos de mujer y filosofía desde un nuevo punto de vista. Así lo hacen las obras precursoras de filósofas y filósofos como Marie de Gournay, Poullain de la Barre, Emilie le Tonnelier de Breteuil Marquesa de Châtelet, Olympe de Gouges, Nicolas de Condorcet y fundamentalmente Mary Wollstonecraft.
Durante la Segunda Ola del feminismo, el Sufragismo, la cantidad y calidad del pensamiento feminista se consolidó. Referencias principales son Flora Tristán, J.S.Mill, H. Taylor, Emilia Pardo Bazán, Elizabeth Cady Stanton, Lucretia Mott y Clara Zetkin, Este feminismo se produjo también en el mundo musulmán con autoras como la iraní Táhirih, Huda Shaarawi, etc.
En el feminismo contemporáneo, finales de los siglos XX y XXI, vinculado con la emancipación de la mujer en los ámbitos educativo y laboral, se produce una explosión de publicaciones. Las inicia El segundo sexo (1949) de la francesa Simone de Beauvoir.  En España fueron sus precursoras Clara Campoamor con "Mi pecado mortal: El voto femenino y yo" y María Laffitte (Condesa de Campo Alange) con La secreta guerra de los sexos (1948).  

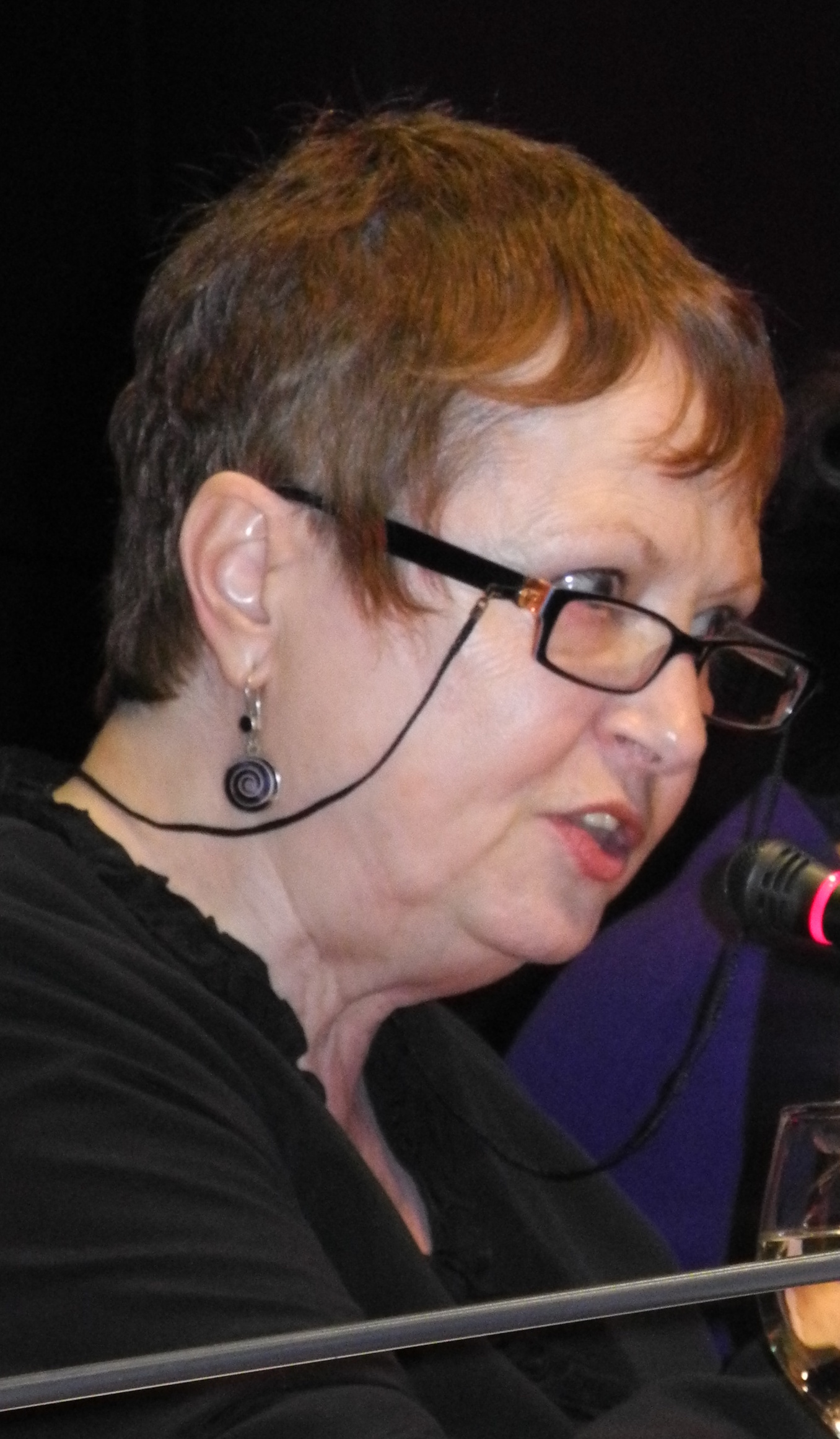
Celia Amorós en el 20 aniversario del curso de Teoría Feminista (2011)

A partir de la entrada de mujeres y la consiguiente formación de masa crítica en la universidad, el feminismo filosófico español se consolidó con autoras como Celia Amorós, Amelia Valcárcel, Ana de Miguel, Alicia Miyares, Alicia Puleo, María José Guerra Palmero, Luisa Posada, Rosa Cobo, etc. Importantes referentes anglosajonas son Kate Millet, Sulamith Firestone, Nancy Fraser, Martha Nussbaum, Seyla Benhabib, Judith Butler, y Catharine MacKinnon.
El feminismo filosófico ha reexaminado críticamente lo que los pensadores canónicos desde Aristóteles a Hegel o Nietzsche teorizaron acerca de las mujeres, comprobando lo desafortunado de la persistencia de los prejuicios misóginos en el pensamiento filosófico, no sólo en la cultura popular sino también en el pensamiento canónico y en la ciencia.
La revisión de los clásicos ha ido dotando a los estudios feministas de un armazón conceptual propio, acerca de lo femenino como construcción conceptual y también sobre los problemas que las mujeres deben enfrentar en su vida diaria.

## Clásicos del feminismo filosófico en desarrollo de Género
- De la igualdad de los dos sexos, Poullain de la Barre
- La educación de las damas, Poullain de la Barre
- Escritos sobre la igualdad y en defensa de las mujeres, Marie de Gournay[4]
- Declaración de los derechos de la mujer, Olympe de Gouges
- Vindicación de los derechos de la mujer, Mary Wollstonecraft
- La demanda de la mitad de la raza humana, Wheeler y Thompson
- La Biblia de la Mujer, Elizabeth Cady Stanton
- La Esclavitud de la Mujer, John Stuart Mill
- La secreta guerra de los sexos, María Laffitte (Condesa de Campo Alange)
- El segundo sexo - Simone de Beauvoir
- La Mística de la feminidad, Betty Friedan
- Speculum, Luce Irigaray
- Política Sexual, Kate Millett
- Dialéctica del sexo, Shulamith Firestone
- Hacia una crítica de la razón patriarcal, Celia Amorós
- Tiempo de Feminismo, Celia Amorós
- Sexo y filosofía, Amelia Valcárcel
- La Política de las Mujeres, Amelia Valcárcel
- Feminismo en un mundo global, Amelia Valcárcel
- Feminismo para torpes, Nerea Pérez de las Heras